# 說時依舊
【說時依舊】是歌手林慧萍的第十七張個人專輯；在歌林唱片于1990年10月9日發行。
這張專輯不僅標誌林慧萍結束了與歌林唱片長達九年的合作關係，同時也是她最後一張黑膠唱片的發行。
【說時依舊】本由新加坡歌手潘盈演唱；姚謙說服三毛讓這首歌重新製作在臺灣推出。
【說時依舊】入圍第三屆金曲獎最佳錄音獎。

## 專輯歌詞內頁文宣
提起當年事、淚眼笑荒唐，我是真的、真的、真的愛過你，說時依舊淚如傾......
常常就為了一段文章、一首歌久久不能自己，
不禁想著；世上果然有太多情緒是無法化解的。
所以；有人寫出來、有人看；寫的人抒發、看的人找尋出口；都是安慰。
如同自己常看的那幾本書，常聽的那些旋律，或是愛唱的那幾首歌。
我想；我終將很難成個演員。
因為我總在看一篇心動的文字、或唱一首心愛的歌曲時，
隨著別人的劇情，由高到低、由低到高，全不由自主。
那天三毛在電話中吟著"說時依舊"時，
我心裡暗暗的想；年少時說再見、與重逢時說再見，兩次心情有什麼不同？
電話那頭三毛的聲音很輕......
她說從此兩人就沒再見過面了......。
三毛的聲音很輕。
世上居然有那麼多抒情論愛的作品。
關於兩人情事上，原來我不寂寞。因為拙於處理的人不只我一個。
別追問我心中惦念著誰。
這次唱的歌；與最近看的書、想的事有關。

## 唱片卡帶曲目
| 曲序 | 曲名                 | 作詞   | 作曲   | 編曲   | 長度 | 備註                 |
| 01   | 說時依舊             | 三毛   | 梁文福 | 鮑比達 | 4:30 | 原唱：新加坡歌手潘盈 |
| 02   | 感情線上             | 姚謙   | 楊明煌 | 屠穎   | 3:53 |                      |
| 03   | 當他對我說謊的時候   | 姚謙   | 楊明煌 | 屠穎   | 3:12 |                      |
| 04   | 你情我願             | 李姚   | 蔣三省 | 蔣三省 | 5:30 |                      |
| 05   | 以淚封箋             | 李姚   | 吳清俊 | 屠穎   | 4:09 |                      |
| 06   | 一個人看電影         | 姚謙   | 曾淑勤 | 鮑比達 | 4:40 |                      |
| 07   | 等待最後一個情人     | 姚謙   | 蔣三省 | 蔣三省 | 4:08 |                      |
| 08   | 他不知道她是我的情人 | 歐銀釧 | 黃卓穎 | 屠穎   | 4:58 |                      |
| 09   | Blue Blue Love       | 董瑋   | 黃名偉 | 屠穎   | 4:29 |                      |
| 10   | 你今天穿那一件心情   | 梁文福 | 楊明煌 | 屠穎   | 3:48 |                      |

## CD曲目
| 曲序 | 曲名                 | 作詞   | 作曲   | 編曲   | 長度 | 備註                 |
| 01   | 說時依舊             | 三毛   | 梁文福 | 鮑比達 | 4:30 | 原唱：新加坡歌手潘盈 |
| 02   | 感情線上             | 姚謙   | 楊明煌 | 屠穎   | 3:53 |                      |
| 03   | 一個人看電影         | 姚謙   | 曾淑勤 | 鮑比達 | 4:40 |                      |
| 04   | 等待最後一個情人     | 姚謙   | 蔣三省 | 蔣三省 | 4:08 |                      |
| 05   | 當他對我說謊的時候   | 姚謙   | 楊明煌 | 屠穎   | 3:12 |                      |
| 06   | 你情我願             | 李姚   | 蔣三省 | 蔣三省 | 5:30 |                      |
| 07   | 以淚封箋             | 李姚   | 吳清俊 | 屠穎   | 4:09 |                      |
| 08   | 他不知道她是我的情人 | 歐銀釧 | 黃卓穎 | 屠穎   | 4:58 |                      |
| 09   | Blue Blue Love       | 董瑋   | 黃名偉 | 屠穎   | 4:29 |                      |
| 10   | 你今天穿那一件心情   | 梁文福 | 楊明煌 | 屠穎   | 3:48 |                      |

## 專輯版本
- 黑膠唱片
  - 1990年10月9日歌林唱片發行
  - 2024年12月25日音樂之橋發行
- 卡帶
  - 1990年10月9日歌林唱片發行
- CD
  - 1990年10月歌林唱片發行
  - 2000年9月12日歌林天龍唱片再版發行